# Alazlı, Düzköy
Alazlı là một xã thuộc huyện Düzköy, tỉnh Trabzon, Thổ Nhĩ Kỳ. Dân số thời điểm năm 2011 là 1.117 người.